# Große Synagoge Vilnius

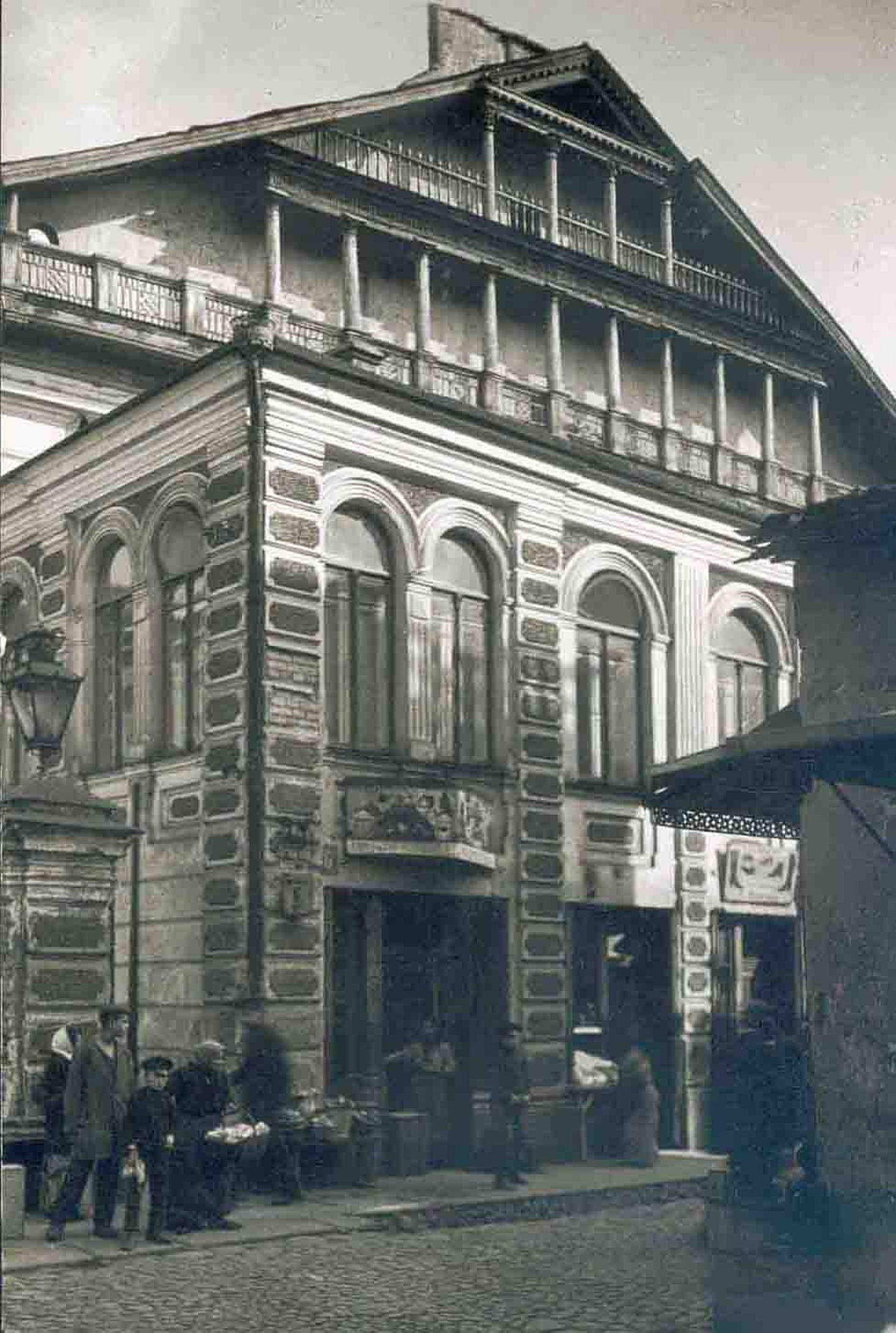
Große Synagoge in Wilno (1934)

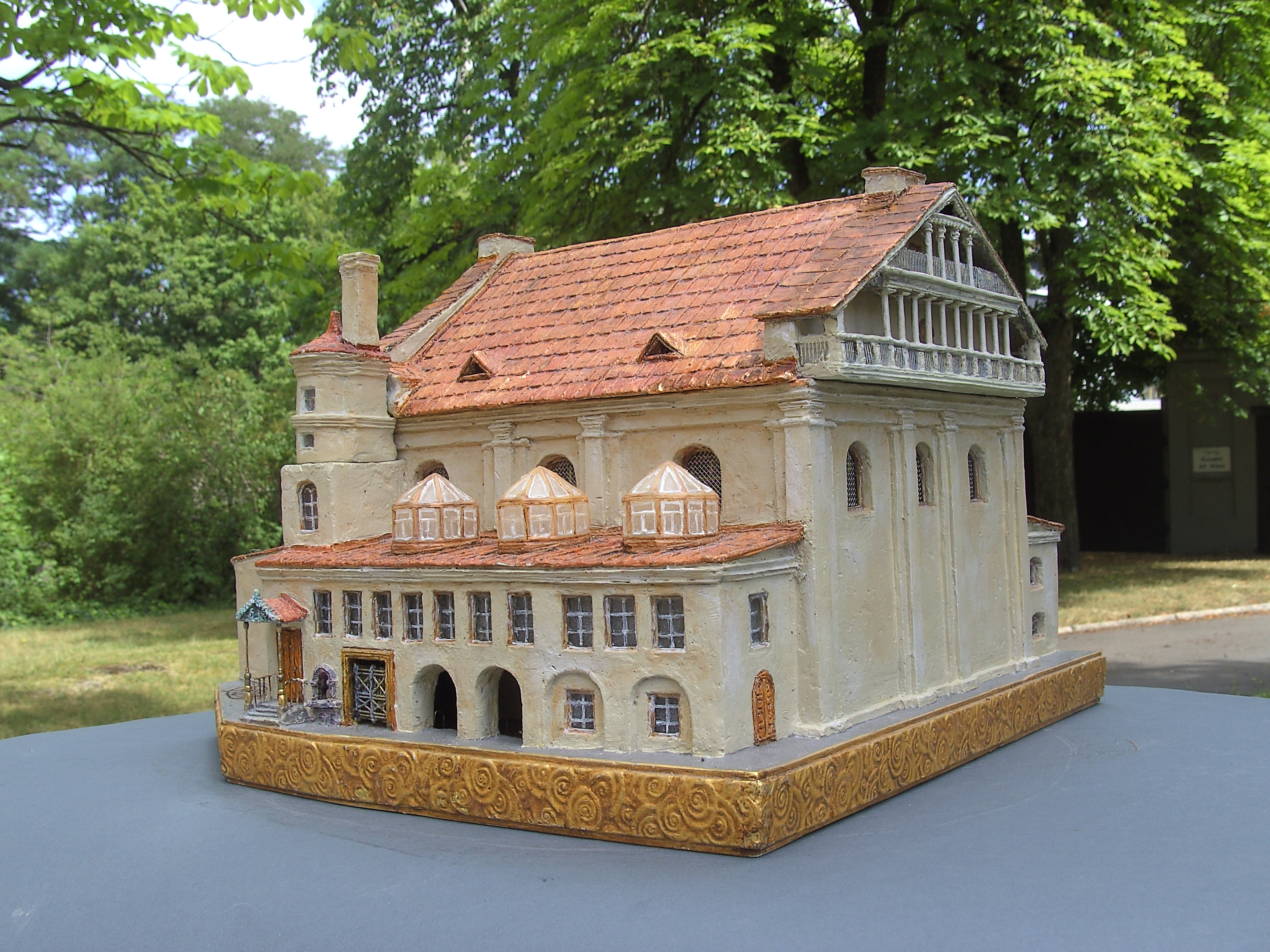
Modell der Großen Synagoge (2018)

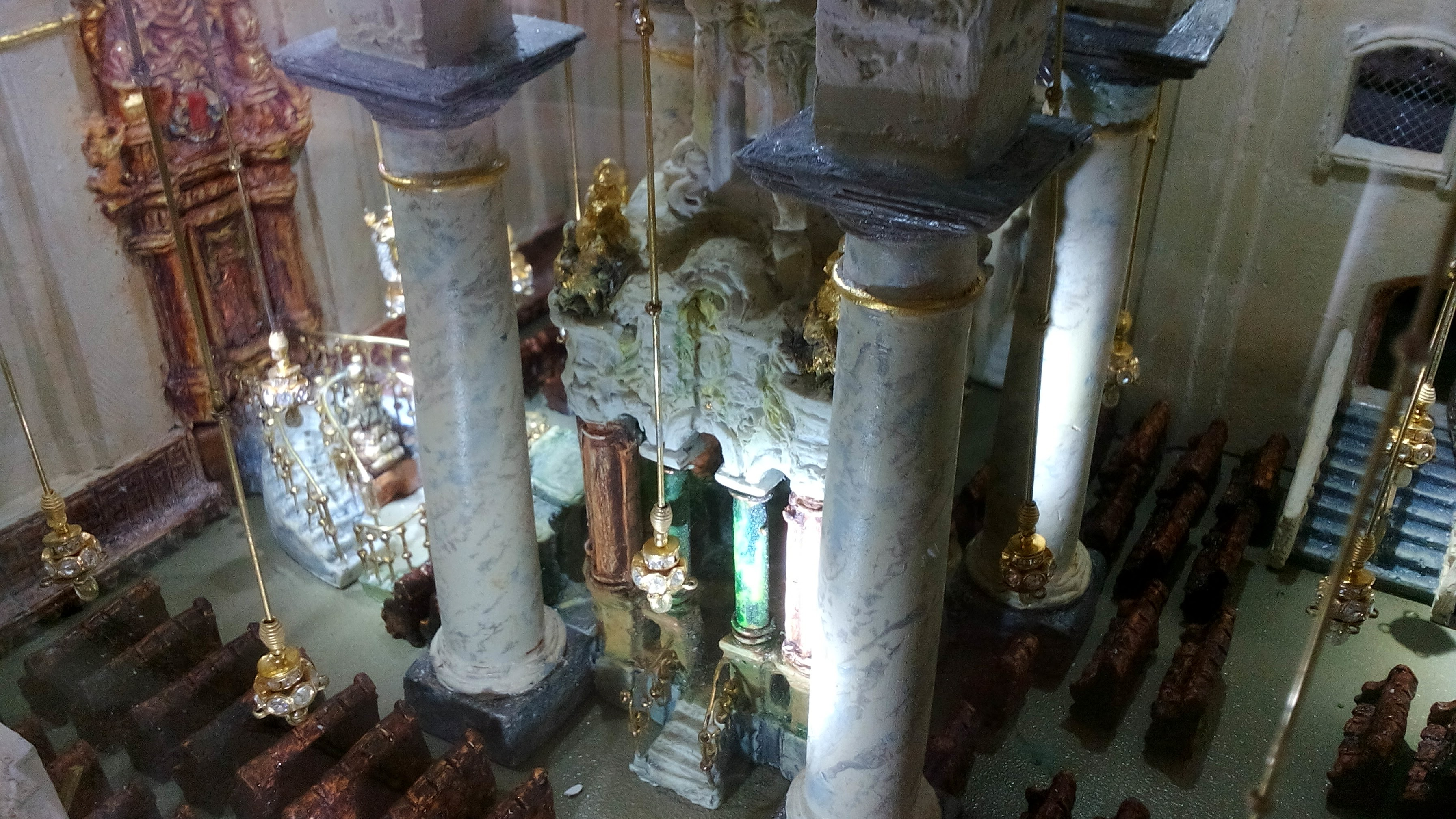
Modell des Innenraums (2018)

Die Große Synagoge oder Stadtsynagoge in Wilna, dem „Jerusalem des Nordens“, war vor dem Zweiten Weltkrieg die größte Synagoge Wilnas. Sie wurde im 16. oder im 17. Jahrhundert als Neun-Felder-Synagoge (auch als Vier-Pfeiler-Synagoge bekannt) errichtet und im 18. Jahrhundert umgestaltet. Sie zählte zu den „großartigen Synagogen in Osteuropa“. Die Große Synagoge und der Synagogenhof wurden im Zweiten Weltkrieg schwer beschädigt und in den 1950er-Jahren von den Sowjetbehörden ganz abgerissen.

## Geschichte
Die Entstehung der Großen Synagoge wird oft auf das Jahr 1573 datiert, um das Jahr 1633 soll sie erweitert oder neu erstellt worden sein. Carol Herselle Krinsky hält es für wahrscheinlicher, dass die Synagoge erst nach 1661 errichtet wurde, als die Juden, nach ihrer Vertreibung aus Wilna, wieder in die Stadt zurückkehren durften. In der Mitte des 18. Jahrhunderts wurde die Synagoge von dem deutschstämmigen Wilnaer Johann Christoph Glaubitz im Stil der italienischen Renaissance umgestaltet. Die Neuausstattung der Bima soll ein Geschenk von Judah ben Eliezer (genannt „Jesod“, gestorben 1762) gewesen sein.
Die Juden Wilnas waren für ihre Gelehrsamkeit sowie für ihre anti-chassidische und anti-mystische Einstellung bekannt. In einem 1901 fertiggestellten Vorbau am Eingang zur Synagoge befand sich die bekannte Bibliothek von Matitjahu Straschun (1817–1885) mit schätzungsweise 35.000 Büchern. 25.000 davon konnten nach dem Zweiten Weltkrieg, zusammen mit 15.000 Büchern aus der Bibliothek des YIVO, nach New York gebracht werden, wo sich heute das in Wilna entstandene YIVO befindet.
Zwischen den beiden Weltkriegen lebten in Wilna mehr als 56.000 Juden, die über 40 % der Stadtbevölkerung ausmachten. Es gab über hundert Synagogen, viele davon meist während des 19. Jahrhunderts erbaut und von der neuentstandenen Klasse jüdischer Industrieller finanziert. Die Große Synagoge trug als die bedeutendste aller Wilnaer Synagogen den Titel „Kleines Heiligtum“, in Anlehnung an den antiken Tempel in Jerusalem.
Im Zweiten Weltkrieg brannte die Synagoge während der Schlacht um Wilna im Juli 1944 aus. Die nach dem Krieg übriggebliebenen, ausgebrannten Teile wurden abgetragen. Der Synagogenkomplex wurde mit Wohnhäusern überbaut. Drei Originalteile der Synagoge überlebten die Zerstörung und wurden im Jüdischen Museum aufgestellt, das nach Elija ben Salomon Zalman benannt ist.

## Beschreibung
Die Synagoge wurde als Neun-Felder-Synagoge (oder auch Vier-Pfeiler-Anlage genannt) mit Kreuzgewölbe über einem zentralen Grundriss erbaut. Der Bau war etwa fünf Stockwerke hoch, der Boden lag unterhalb des Straßenniveaus, die Fenster waren hoch oben in die Mauer eingelassen. Der Hauptraum mass 22,5 × 21 Meter. Im Zentrum der Synagoge befand sich die Bima, die von vier massiven toskanischen Säulen umgeben war. Die nahe beieinander stehenden Säulen in der Raummitte bildeten ein kleines, zentrales Mittelgewölbe. Das mittlere Gewölbe wurde von acht größeren Gewölbefeldern eingerahmt. Der Scheitelpunkt erreichte in allen acht Gewölbefeldern die gleiche Höhe, wodurch das Gewölbefeld des kleineren neunten Mittelfeldes betont wurde und wie eine besondere Kuppelform wirkte. Durch den Grundriss mit neun Gewölbefeldern entstanden auf jeder der vier Seiten drei die Außenmauer berührende Gewölbefelder. In jedem Feld der Außenmauer befand sich ein Fenster, insgesamt zwölf Fenster. Das Innere war auf die vier Pfeiler mit der Bima konzentriert. In der zweiten Hälfte des 18. Jahrhunderts wurde die Bima mit prächtigen Anlagen im späten Rokokostil neu ausgestattet. Diese bestanden aus einem Überbau, der auf zwölf Säulen ruhte. Auch der Toraschrein wurde neu gestaltet. Dieser erhielt Gesimse, in Stein gemeißelte Reliefs mit gesprengten Giebeln und anderen Formelementen aus dem späten Rokokostil.
Um 1800 wurde außen eine mehrstöckige hölzerne Galerie im russischen Stil angebaut, möglicherweise als Durchgang zum neuerstellten Frauenanbau.
Der Hof zur Hauptsynagoge war von mehreren kleinen Synagogen und Lehrhäusern, dem Ritualbad, Brunnen, Schlachthof und den Gemeindebüros umgeben. In der Vorhalle der Synagoge befand sich bis ins 20. Jahrhundert ein Pranger, der der rabbinischen Rechtsprechung diente.

## Wiederentdeckung
Mit Hilfe eines Bodenradars haben Experten der Israelischen Antiquitätenbehörde im Juni 2015 unterirdische Überreste der Großen Synagoge und des Synagogenhofs entdeckt. Die Reste befinden sich nun teilweise unter einer Schule und sollen ab dem darauffolgenden Jahr in einer Ausgrabung freigelegt werden. Im Stadtarchiv von Vilnius wurde eine Bauakte aus dem späten 19. Jahrhundert gefunden, die Pläne zur Renovierung des Badehauses enthält. Das Badehaus hatte zwei Stockwerke, viele Räume und ein großes Nebengebäude. Es gab zwei Mikwen. Die Archäologen unter Leitung von Jon Seligman (Israelische Altertümerbehörde), Mantas Daubaras (Litauische Kulturerbeorganisation) und Richard Freund (Hartford University) konnten sich bei der Ausgrabung 2017 an diesen Informationen orientieren. Sie stießen im Juli auf die beiden gekachelten Ritualbäder, die den Zustand des frühen 20. Jahrhunderts zeigen.